# John Leslie Mackie
John Leslie Mackie (* 28. August 1917 in Sydney, Australien; † 12. Dezember 1981 in Oxford) war ein australischer Philosoph.

## Leben
Mackie schloss 1938 sein Studium an der Universität Sydney ab und erhielt das Wentworth Travelling Fellowship, das ihm 1938–1940 den Aufenthalt in Oxford ermöglichte. Nach seinem Kriegsdienst wurde er Lecturer, dann Senior Lecturer für Moral- und politische Philosophie an der Universität von Sydney (1946–1954) und anschließend Professor für Philosophie an den Universitäten Otago (Dunedin, Neuseeland), Sydney (Australien), York (England) und Oxford (England) und ab 1974 Mitglied der British Academy.
Er gilt als einer der wichtigsten empirisch orientierten Philosophen des 20. Jahrhunderts, der sich auch mit Themengebieten auseinandersetzte, die traditionell eher metaphysisch orientierte Philosophen bearbeiteten. Zu diesen Themengebieten gehören eine an David Hume anknüpfende Moralphilosophie und Ethik, die er mit den Mitteln der analytischen Philosophie weiterführt, sowie eine Untersuchung der wichtigsten Gottesbeweise in seinem Werk The Miracle of Theism (deutsch: Das Wunder des Theismus). Sein Fazit dort: 

„Jedenfalls ist es nicht leicht, die Religion zu verteidigen, wenn man einmal eingeräumt hat, dass sich die als  Tatsachenbehauptung verstandene Aussage, es gebe einen Gott, vor der Vernunft nicht aufrechterhalten lässt.“

Im Bereich der Ethik gilt er als einer der wichtigsten Vertreter der sogenannten Irrtumstheorie der Moralität. Mackie argumentiert gegen die ethischen Positionen, die die Existenz objektiver, von Zeit und Umständen unabhängiger Werte annehmen (z. B. Immanuel Kant mit seinem kategorischen Imperativ), kritisiert John Stewart Mills Utilitarismus und John Rawls’ Theorie der Gerechtigkeit als Fairness, die weniger fair sei als die von Mackie vorgeschlagene Suche nach einem Interessenausgleich durch eine 3-stufige Universalisierung. Er tritt für ein „praktisches System“ der Moral ein, das von Selbstliebe und ichbezogenem Altruismus ausgeht, um eine Ausweitung von Sympathie zur Entschärfung der notwendig entstehenden sozialen Konflikte zu fördern. Die noch heute als globale Verpflichtung zur Wohltätigkeit verstandene (christliche) Nächstenliebe, die im Alten Testament zur inneren Konfliktentschärfung diente und bis zur römischen Zeit überwiegend auf das Volk der Juden bezogen war, bezeichnet er hingegen als eine „Ethik der Illusionen“.
Daneben arbeitete Mackie an allgemeinen wissenschaftstheoretischen Fragestellungen, darunter insbesondere auf den Gebieten Wahrheit und Wahrscheinlichkeit, zu Paradoxien sowie zum Themenkomplex der Kausalität, zu dem er den Begriff der INUS-Bedingung beisteuerte.

## Werke
- Truth, Probability, and Paradox (1973). Oxford University Press, ISBN 0-19-824402-9
- The Cement of the Universe. A study of causation (1974). Oxford University Press, ISBN 0-19-824642-0
- Problems from Locke (1976). Oxford University Press, ISBN 0-19-824555-6
- Ethics. Inventing Right and Wrong (1977). Viking Press, ISBN 0-14-013558-8
- The Third Theory of Law (1977). Philosophy & Public Affairs, Vol. 7, No. 1.
- Hume’s Moral Theory (1980). Routledge Keegan & Paul, ISBN 0-7100-0525-3
- The Miracle of Theism. Arguments for and against the Existence of God (1982). Oxford University Press, ISBN 0-19-824682-X
- Logic and Knowledge: Selected Papers, Volume I (1994). Oxford University Press, ISBN 0-19-824679-X
- Persons and Values: Selected Papers, Volume II (1985). Oxford University Press, ISBN 0-19-824678-1

auf Deutsch erschienen:
- Ethik. Die Erfindung des moralisch Richtigen und Falschen (Übers. Rudolf Ginters). Reclam, Stuttgart 2008, ISBN 978-3-15-007680-4
- Das Wunder des Theismus. Argumente für und gegen die Existenz Gottes (Übers. Rudolf Ginters). Reclam, Stuttgart 2013, ISBN 978-3-15-008075-7.